# Qen
Qen est un artisan égyptien antique qui vivait à Deir el-Médineh sur la rive ouest du Nil, en face de Thèbes, sous le règne de Ramsès II. Ses titres incluaient celui de serviteur dans la Place de Vérité, ce qui signifie qu'il travaillait au creusement et à la décoration des tombes royales voisines. Il est enterré dans la tombe TT4 dans la nécropole du village. 
Qen a aménagé de nombreux monuments dans et autour de Deir el-Médineh. Une scène de sa tombe représentant Ramsès II et son vizir Paser permet de dater la vie de Qen du début du règne de Ramsès II. 

## Famille
Qen est le fils de Thonufer (ou Tjanufer) (ciseleur d'Amon dans le Khenou) et de Maetnefert. Dans la tombe, deux femmes sont mentionnées : 
- Néfertari, mère d'une fille nommée Taqari et d'un fils nommé Merymery (parfois appelé Meryre). Néfertari est peut-être aussi la mère d'un fils nommé Huy. Dans la  tombe TT4 elle est mentionnée comme la Dame de la maison et favorisée par Hathor. Néfertari est la fille de Qen et Ouadjetrenpet. Une stèle de Deir el-Médineh (TT320) a un texte intéressant qui mentionne Qen et qui affirme : « Je suis un homme qui a prêté un faux serment, à cause de la dame de la maison Néfertari, justifiée. La colère divine est arrivée (sur moi) ». On ne sait pas sur quoi Qen était mensonger car le reste du texte est endommagé.
- Henoutmehyt, mère de Tjau-en-Huy, Keouer et Pendoua[3], et de Huyemtjebutyfy, Baki et Khaemouaset[2].

Qen a eu au moins sept (peut-être neuf) enfants, : 
- Taqari est la seule fille connue. Elle est représentée avant Qen et Néfertari et était probablement sa fille. Taqari montre une pommade à ses parents dans TT4. Dans une autre scène, elle est représentée comme une femme endeuillée devant ses parents ;
- Mérymery (ou Méryrê) est un sculpteur. Il serait le fils de Néfertari. Il est montré réalisant une libation devant la bière dans le cortège funèbre ;
- Pendua est un fils de Hénoutmehyt. Il participe au cortège funèbre et est montré avec un naos. Une copie d'un legs d'esclaves de Qen à Pendua a été conservé. Qen liste environ dix esclaves qu'il avait hérités de sa mère Maâtnofret. Qen déclare que les esclaves doivent être transmis à son fils Pendua « qui a été bon pour lui », et non à un autre de ses enfants ;
- Tjau-en-Huy (ou Tjau-en-Anuy), fils de Hénoutmehyt. Il est représenté plusieurs fois dans la tombe TT4 et participe au cortège funèbre. Il est représenté sur une stèle actuellement à Turin (N 50074) ;
- Huy peut être un autre nom pour Tjau-en-huy ou un autre fils. Huy est mentionné sur une stèle maintenant au Musée national de Copenhague (B.3.). La stèle est dédiée à Qen et Néfertari, et Huy peut être un autre fils de Néfertari. La stèle de Turin mentionne à la fois Tjau-en-huy et Huy ;
- Kaouer est un fils de Hénoutmehyt et est mentionné dans la tombe TT4. Kaouer apparaît également sur la stèle de Turin, avec son frère Tjau-en-huy ;
- Huyemtjebutyfy, sculpteur, fils d'Hénoutmehyt ;
- Baki, sculpteur, fils d'Hénoutmehyt ;
- Khaemouaset est soit un fils de Qen et d'Hénoutmehyt, soit un fils de Ouennefer et Moutemopet[2].

## Autres objets
- Tombe thébaine TT337 : le sculpteur Qen est représenté dans l'entrée[4] ;
- Tableau des offrandes de TT4 : le texte mentionne Qen et ses épouses Nefertari et Henout-mehyt[4];
- Tableau des offrandes (Le Caire CGC 23075)  : lLes inscriptions mentionnent Nefertari et Qen[4] ;
- Base de pilier avec scène liée au culte d'Amenhotep Ier : Qen serait le serviteur de Djéserkarê. Il est accompagné de son fils Huy et de dix autres prêtres[4] ;
- Groupe votif de neuf Smen-oies (musée Hildesheim no 4544) qui aurait été fabriqué par le sculpteur d'Amon Qen[5] ;
- Demande de services d'esclaves à son fils (O. Gardiner 90). Note pour déclarer que les serviteurs de la mère de Qen, Maâtnofret sont donnés à son fils Pendua, et à aucun de ses autres enfants[5] ;
- Déclaration de propriété (ODM 239) : une liste de propriété qui est passée des mains du sculpteur Qen aux mains de la citoyenne Isis. La liste comprend des bols, des pots et des ustensiles en bronze ainsi que des tabourets en bois, des récipients, des mesures et un cercueil[6] ;
- Stèle (musée national de Copenhague B3 - AA.d.11) : le fils de Mérymery fait une offrande devant Qen et son épouse Néfertari. Ses fils Mérymery et Huy comparaissent devant les momies de leurs parents[7] ;
- Stèle (Turin N 50074 - ancien numéro 1635) : stèle funéraire avec mention des divinités Isis, Nephtys, Rê et Rê-Horakhty[8] ;
- Stèle (New York MMA 59,93), dédié à Amenhotep Ier et Ahmose Néfertari : Qen et son épouse Nefertari sont accompagnés de leurs fils Mérymery et Huy[9] ;
- Stèle (Deir el-Medina no 320), Qen déclare : « Je suis un homme qui a faussement prêté serment à cause de la dame de la maison Néfertari, justifiée. La colère divine m'est arrivée, j'ai parlé au Soleil, à <...> et à la Lune, à Ptah, Thoth et Amon : aie pitié de moi. »[9] ;
- Stèle (Turin 1634 - ancien n° 323) : homme assis avant les offrandes[10] ;
- Stèle (British Museum BM 815) : Qen adorant Osiris, Amenhotep Ier et la vache Hathor. La stèle mentionne Néfertari et leur fils Huy ;
- Stèle de son fils Pendua (Turin N 50040 ancien numéro 1565) : des déesses nommées Neret-iiti et Irytnufer sont représentées assises et face à face. Qen est mentionné à côté de Pendua et d'autres parents de son fils[11] ;
- Stèle de son fils Tjau-en-anuy (DM no 19)[11] ;
- Des fragments de stèles de Deir el-Medina mentionnent Néfertari, Hénoutmehyt, Qen et certains des enfants[11] ;
- Ouchebti et fragments avec le nom de Qen[11].